# Langwies
Langwies (toponimo tedesco; in romancio Prauliung  o Pralung, in italiano Pralungo, desueti) è una frazione di 296 abitanti del comune svizzero di Arosa, nella regione Plessur (Canton Grigioni).

## Storia

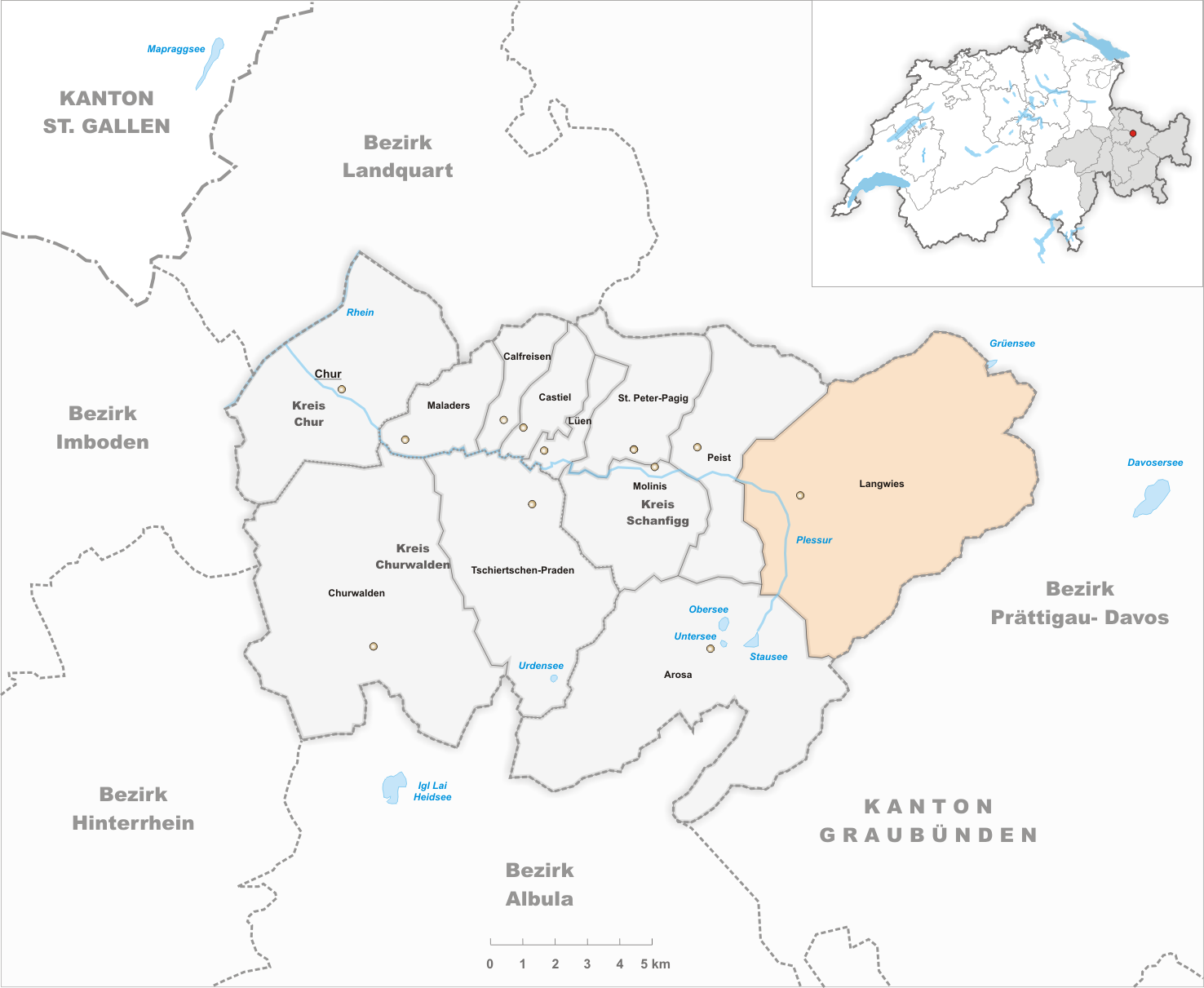
Il territorio del comune di Langwies prima degli accorpamenti comunali del 2013

Già comune autonomo istituito nel 1851, si estendeva per 54,96 km² e comprendeva anche le frazioni di Fondei, Litzirüti, Platz e Sapün; il 1º gennaio 2013 è stato accorpato al comune di Arosa assieme agli altri comuni soppressi di Calfreisen, Castiel, Lüen, Molinis, Peist e Sankt Peter-Pagig.

## Monumenti e luoghi d'interesse
- Chiesa riformata, eretta nel 1385[1];
- Case walser[senza fonte] in legno.

## Società

### Evoluzione demografica
L'evoluzione demografica è riportata nella seguente tabella:
Abitanti censiti

### Lingue e dialetti
Già paese di lingua romancia, è stato germanizzato a partire dal XIV secolo.

## Infrastrutture e trasporti

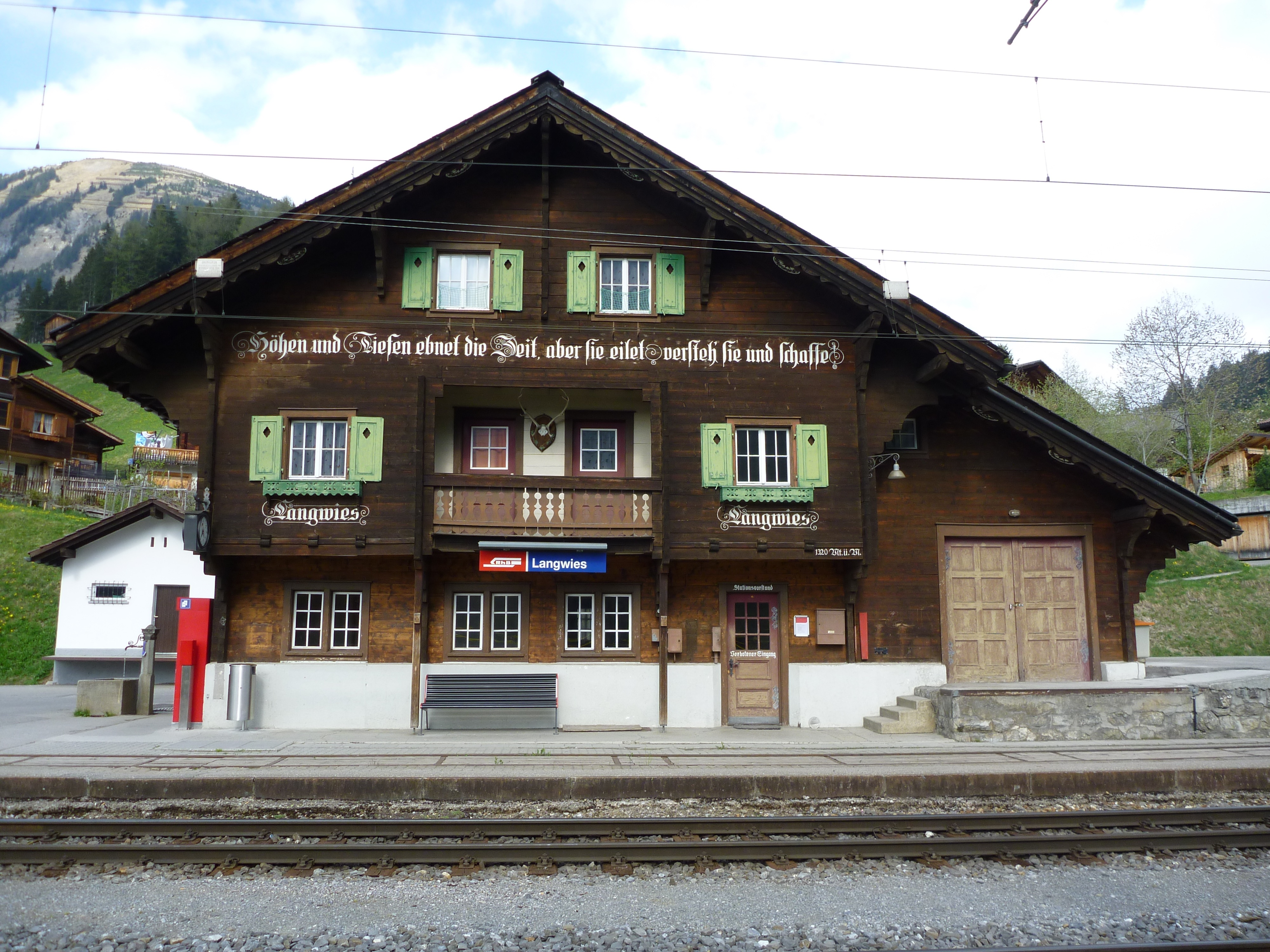
La stazione di Langwies

Langwies è servito dalla stazione omonima e da quella di Litzirüt, sulla linea Coira-Arosa lungo la quale si trovano, presso il paese, ii viadotti Gründjitobel e di Langwies.